# Scheepsramp op de maan
Scheepsramp op de maan (Engelse titel: A Fall of moondust) is een sciencefictionroman geschreven door de Brit Arthur C. Clarke.  

## Synopsis
De Selene is een maanschip. Zij wordt gebruikt om toeristische uitstapjes te maken op de maanzee Zee van Dorst. Deze uitgestrekte “zee”, deel van Sinus Roris, is gevuld met vaste stof, dat zich echter gedraagt als vloeistof. 
Jarenlang voer de Selene zonder enkele problemen rond op de zee, maar deze keer gaat het mis. Het vaartuig zakt als gevolg van een maanbeving in een keer weg in de poel van stof. Het stof verzamelt zich snel rondom het tot 15 meter gezakte schip en binnen korte tijd is niet meer te achterhalen waar de schip verdwenen is, alles ziet er kalm uit. Een wetenschapper die aanwezig is op een satelliet probeert het bij toeval te achterhalen met infrarood en kan het achterhalen. Eenmaal op de plek des onheils is er van een warmtebron geen sprake meer. De enige manier om het schip te vinden is door middel van peiling, er blijkt een peilstok van 20 meter op de maan aanwezig te zijn. Vervolgens wordt een reddingsoperatie op gang gezet, waarbij de zee van stof de redders dwars zit. Ondertussen worden de toeristen en bemanning gekookt. Het schip is qua temperatuursregeling afgestemd op het koude maanoppervlak. 
Nu het gehele schip is ingepakt is stof, kan het zijn warmte niet kwijt en het wordt tropisch heet aan boord. Het schip had voldoende verse zuurstof bij zich, maar kooldioxide werd geloosd. De afvoer(regeling) is echter verstopt en de mensen krijgen last van een kooldioxidevergiftiging. De redders hebben andere problemen. Allereerst moeten zij op de oppervlakte van het stof proberen te blijven. De stofski (een soort jetski zijn voor grote snelheden wel bruikbaar, maar bij lage snelheid hebben ze de neiging weg te zakken. Bovendien kan niemand in een omgeving zonder al te veel zwaartekracht zich ergens tegen afzetten zonder de kans te lopen om weggeslingerd te worden. Redding wordt gevonden in een buisconstructie, waarbij het dak van het schip opengeknipt wordt.

## Achtergrond
Destijds waren verhalen over scheepsrampen al ingeburgerd, maar Clarke was een van de eersten die een dergelijke ramp op een maan andere planeet plaatste. Hij legde daarbij de nadruk op communicatie, hijzelf werkte van 1941 tot 1946 bij de Royal Air Force, specialisme radio- en radartechniek, aldus de achterflap. 

## Uitgaven
Volgens de uitgave van Uitgeverij Het Spectrum werd het origineel uitgegeven door Victor Gollancz Ltd. in Londen.
SF was ten tijde van de Prisma Pocketsuitgave nog niet echt populair in Nederland. Het boek kent catalogusnummer 955. In de 900-serie van Prisma zijn de sf-boeken op een hand te tellen:
- 940: Ray Bradbury, De laatste Martiaan
- 955: Arthur C. Clarke, Scheepsramp op de maan
- 982: Sciencefictionverhalen 2 met verhalen van Robert A. Heinlein

Het origineel kwam in aanmerking voor een Hugo Award-nominatie, zonder die te verzilveren. In 1974 volgde van dezelfde vertaling een herdruk bij Drukkerij Fontein onder de titel Maanstof. Voorts verscheen het in de Reader's Digest Omnibus 18. 